# بول مكدونالد كالفو
بول مكدونالد كالفو (بالإنجليزية: Paul McDonald Calvo)‏ هو شخصية أعمال وسياسي أمريكي، ولد في 25 يوليو 1934 في هاغاتنيا في الولايات المتحدة. حزبياً، نشط في الحزب الجمهوري. وقد انتخب حاكم غوام (1979 – 3 يناير 1983) وانتخب عضو الهيئة التشريعية في غوام ‏.